# Кошелев, Владимир Иванович

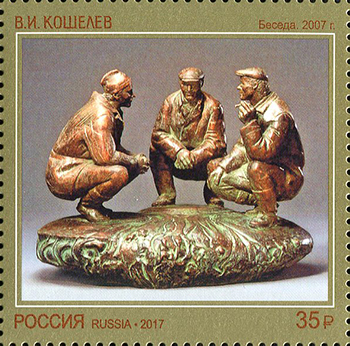
Почтовая марка России, 2017 год

Влади́мир Ива́нович Кошелев (13 сентября 1939, Комсомольск-на-Амуре, Хабаровский край, РСФСР, СССР — 16 октября 2024) — советский и российский художник, скульптор, действительный член Российской академии художеств (2019; член-корреспондент с 2011). Народный художник Российской Федерации (2005).

## Биография
Родился 13 сентября 1939 года в Комсомольске-на-Амуре, жил и работал в Москве.
В 1974 году окончил Московский государственный академический художественный институт имени В. И. Сурикова, мастерская скульптуры Н. В. Томского, М. Ф. Бабурина.
С 1974 по 1979 годы — преподаватель Пензенского художественного училища имени К. Савицкого.
С 1994 года работал в Московском государственном академическом художественном институте имени В. И. Сурикова: преподаватель кафедры скульптуры и композиции, старший преподаватель, доцент, с 2007 года — профессор.
С 1977 года — член Союза художников СССР, России.
В 2011 году избран членом-корреспондентом Российской академии художеств от Отделения скульптуры.
В 2019 году избран действительным членом Российской академии художеств от отделения скульптуры.
Умер 16 октября 2024 года в возрасте 85 лет.

## Творческая деятельность
Автор более 30 работ в области монументального искусства, в том числе: памятник «Солдат-победитель» (1985 г., г. Красногорск), монументально-декоративная композиция «Лесная семья. Медведи» (1989 г., г. Петропавловск-Камчатский), монументальные скульптурные композиции «У вечного огня» (1997 г., Амурская область), «Пловчиха» (1990 г., Республика Чувашия), «Студенты. Память» (1994 г., Пенза), «Победитель» (1995 г., г. Сердобск, Пензенская область), «После боя. Труды войны» (1995 г., Фрунзе, Киргизия), «С поля боя» (1999 г., Прохоровка, мемориал «Курская битва»), «Санитарный десант» (2000 г., Центральный военный клинический госпиталь имени Вишневского).
Работы в области станкового искусства: портреты — кавалера ордена Ленина А. П. Пичугина (1974 г., бронза), Героя Социалистического Труда Н. Дашкова (1979 г., бронза), сына (1985 г., бронза, алюминий), гвардии сержанта Н. Г. Калашникова (1998 г., бронза), поэта А. С. Пушкина (2002 г., гипс тонированный), скульптора Л. Е. Кербеля (2006 г., бронза, гранит), отца (2011 г., бронза), внука Андрея (2013 г., бронза), внука Игоря (2014 г., бронза), «Солдаты» (2010-2014гг, 4 произведения, бронза); скульптурные композиции — «Первая конная» (1974 г., бронза), «Велосипедисты» (1980 г., бронза); серии — «Солдаты России» (1985 г., 3 произведения, бронза), «Труды войны» (1994 г., 4 произведения, бронза), «Человек и животные» (1994 г., 6 произведений, дерево), «Они защищали Родину» (1995 г., 3 произведения, бронза), «Физкультура и спорт» (1999—2000 гг., 5 произведений, бронза,).
Станковые произведения находятся в музейных коллекциях России и за рубежом.
Постоянный участник всероссийских, зарубежных и международных выставок с 1960 года.
Персональные выставки прошли в Москве, во многих городах России и зарубежных стран.

## Награды
- Народный художник Российской Федерации (2005)[2]
- Заслуженный художник РСФСР (1990)
- Медаль «В память 850-летия Москвы» (1997)
- Юбилейная медаль «50 лет Победы в Великой Отечественной войне 1941—1945 гг.» (1995)
- диплом II степени Всесоюзного конкурса художественных вузов страны (1971)
- золотая медаль Союза художников России
- Почётная грамота Министерства культуры СССР, РСФСР